# Espen Bjørnstad
Espen Dahlhaug Bjørnstad (Trondheim, 26 de diciembre de 1993) es un deportista noruego que compite en esquí en la modalidad de combinada nórdica.
Participó en los Juegos Olímpicos de Pekín 2022, obteniendo una medalla de oro en la prueba por equipo (junto con Espen Andersen, Jens Lurås Oftebro y Jørgen Graabak).
Ganó dos medallas de oro en el Campeonato Mundial de Esquí Nórdico, en los años 2019 y 2021.

## Palmarés internacional
| Juegos Olímpicos   | Juegos Olímpicos      | Juegos Olímpicos | Juegos Olímpicos         |
| Año                | Lugar                 | Medalla          | Prueba                   |
| ------------------ | --------------------- | ---------------- | ------------------------ |
| 2022               | Pekín (China)         | Medalla de oro   | TG + 4 × 5 km por equipo |
| Campeonato Mundial |                       |                  |                          |
| Año                | Lugar                 | Medalla          | Prueba                   |
| 2019               | Seefeld (Austria)     | Medalla de oro   | TN + 4 × 5 km por equipo |
| 2021               | Oberstdorf (Alemania) | Medalla de oro   | TN + 4 × 5 km por equipo |